# Tawadros II
Tawadros II (Teodor II), właściwie Wagih Sobhy Baky Soliman (ur. 4 października 1952 w Al-Mansura) – 118. patriarcha (papież) Koptyjskiego Kościoła Ortodoksyjnego od 2012 roku. Został wybrany na to stanowisko 4 listopada 2012. 18 listopada 2012 odbyła się jego intronizacja.

## Życiorys

### Życie przed wyborem na patriarchę

#### Życie świeckie
Urodził się 4 października 1952 w Al-Mansura. W 1975 roku uzyskał dyplom na Uniwersytecie Aleksandryjskim z zakresu farmacji i stanął na czele państwowego zakładu farmacji.

#### Życie duchowne
W 1988 złożył śluby czystości i został mnichem. Rok później został wyświęcony na kapłana. Sakrę biskupią otrzymał 15 czerwca 1997.

### Patriarchat
18 listopada 2012 roku odbyła się intronizacja w kairskiej katedrze. 10 maja 2013 spotkał się z papieżem Franciszkiem.